# Coelichneumon mongolicus
Coelichneumon mongolicus là một loài tò vò trong họ Ichneumonidae.